# Isisfordia
Isisfordia es un género extinto de crocodilomorfo estrechamente relacionado con los crocodilianos, que vivió durante mediados del Cretácico (épocas del Albiense al Cenomaniense). Sus fósiles (catalogados como el espécimen holotipo QM F36211) fueron descubiertos en la Formación Winton en Isisford (Queensland), en Australia, a mediados de la década de 1990. Fue nombrado por su descubridor, un exdiputado de Isisford, Ian Duncan La mayor parte del animal fue descubierto, con la excepción de la parte delantera del cráneo. En una expedición posterior al lugar, los paleontólogos descubrieron un cráneo completo que difería del espécimen original solamente en tamaño.
La estimación de la longitud de Isisfordia es aproximadamente 1.1 metros.

## Relación con los crocodilianos modernos
El descubrimiento de los restos fosilizados llevó a los paleontólogos a sugerir que el grupo que incluye a los crocodilianos modernos evolucionó 30 millones de años antes de lo que se pensaba, durante el período Cretácico en el supercontinente de Gondwana. El análisis de los restos concluyó que las vértebras encajan como lo hacen en los cocodrilos modernos, a través de articulaciones sueltas de bola y toma, así como un paladar secundario similar al de los cocodrilos vivos que les permite dejar pasar el aire al interior de los pulmones sin entrar en el interior de la boca.

Segmentación de osteodermos dorsales a través del tiempo en los neosuquios avanzados (Isisfordia es el tercero por la izquierda).